# Maryslim
Maryslim — шведская рок-группа, которая была сформирована около 1999 года. Группа играет Hard & heavy rock’n’roll с мелодичными нотами.

## Состав группы
- Mats MF Olsson — вокал, гитара (Hellsingland Underground)
- Kent Axén — гитара
- Patrik Jansson — ударные (Hellsingland Underground)
- Urrke T — бас (покинул группу в марте 2008)

## Дискография
- Saints from Hell (vinyl) (1999)

### Альбомы
- Maryslim (2001)
- Live n' Loaded (2002)
- Split Vision (2004)
- A Perfect Mess (2007)

### Мини-альбомы и синглы
- Nothing in Common (2001)
- Quite Intoxicated (2001)
- B.T.L (2004)
- My Time EP (2005)

## Видеография
- BTL (by Charlie Granberg)
- My Time (by Charlie Granberg)
- This Corrosion (feat. J69) (by Charlie Granberg)